# Turn it on again (album)
Turn it on again is een verzamelalbum van de Britse band Genesis uit 1999. 

## Opnames en productie
The Carpet Crawlers werd in 1999 opnieuw opgenomen en gemixt. In 2007 werd het album opnieuw uitgebracht naar aanleiding van de Europese en Amerikaanse tournee van de groep. De titel van het album werd aangevuld met "The Tour Edition". Deze nieuwe versie bevat 2 cd's en de nummers zijn in omgekeerd chronologische volgorde op de cd gebrand. Congo is van het laatste studioalbum Calling All Stations (1997) en is het enige nummer met de stem van Ray Wilson, terwijl van dat album meer singles zijn gehaald. Het is de laatste hit op dit album en is als laatste gebrand en voldoet dus niet aan de omgekeerd chronologische volgorde.  

## Tracks

### CD 1999
1. Turn It On Again;
2. Invisible Touch;
3. Mama;
4. Land of Confusion;
5. I Can't Dance;
6. Follow You Follow Me;
7. Hold on My Heart;
8. Abacab;
9. I Know What I Like (In Your Wardrobe);
10. No Son of Mine;
11. Tonight, Tonight, Tonight;
12. In Too Deep;
13. Congo;
14. Jesus He Knows Me;
15. That's All;
16. Misunderstanding;
17. Throwing It All Away;
18. Carpet Crawlers 1999.

### CD1 2007
1. Turn It On Again (*)
2. No Son of Mine; (*)
3. I Can't Dance; (*)
4. Hold on My Heart; (*)
5. Jesus He Knows Me;
6. Tell Me Why;
7. Invisible Touch; (*)
8. Land of Confusion; (*)
9. Tonight, Tonight, Tonight; (*)
10. In Too Deep;
11. Throwing It All Away;
12. Mama; (*)
13. That's All;
14. Illegal Alien;
15. No Reply at All;
16. The Carpet Crawlers 1999.

### CD2 2007
1. Paperlate;
2. Keep It Dark;
3. Man on the Corner;
4. Duchess;
5. Misunderstanding;
6. Follow You Follow Me; (*)
7. Many Too Many;
8. Your Own Special Way;
9. Afterglow; (*)
10. Pigeons;
11. Inside and Out;
12. A Trick of the Tail;
13. Counting Out Time;
14. I Know What I Like (In Your Wardrobe); (*)
15. Happy the Man;
16. The Knife (part 1);
17. Congo.

De met (*) gemerkte nummers worden ook daadwerkelijk gezongen tijdens de tournee Turn It on Again: The Tour.
- MusicBrainz release group: 900ea879-ad45-32cd-b47c-6974e54750f4

From Genesis to Revelation · Trespass · Nursery Cryme · Foxtrot · Live · Selling England by the Pound · The Lamb Lies Down on Broadway · A Trick of the Tail · Wind & Wuthering · Seconds Out · ...And then there were three... · Duke · Abacab · Three Sides Live · Genesis · Invisible Touch · We Can't Dance ·  The way we walk volume one, the shorts · The way we walk volume two, the longs · Calling All Stations · Turn It On Again · Genesis Live over Europe